# Francisco de Paula Bicalho
Francisco de Paula Bicalho (São João del-Rei, 18 de julio de 1847 - Petrópolis, 18 de noviembre de 1919) fue un ingeniero brasileño. Fue el responsable de algunas de las obras emprendidas por Pereira Passos en la reforma urbana de la ciudad de Río de Janeiro. Fue director técnico de la Comisión Fiscal y Administrativa de las Obras del Puerto de Río de Janeiro (1903-1911), cargo del que se jubiló. Se licenció en ciencias, matemáticas, física e ingeniería por la antigua Escuela Politécnica de Río de Janeiro.
También ocupó cargos en el Ferrocarril Dom Pedro II y en la Compañía de Abastecimiento y Obras Hidráulicas de Río de Janeiro, entre 1871 a 1911. En 1894, junto con Arão Reis, formó parte de la comisión constructora de Belo Horizonte, y al año siguiente fue nombrado ingeniero jefe de la comisión constructora de la nueva capital de Minas Gerais.
También fue director de The Leopoldina Railway Co. Ltd. (1898) y asesor técnico de la Compagnie Française du Port de Rio Grande do Sul hasta su muerte (1911-1919).